# Илиман
Илиман (mili-ma-an) — царь Страны моря, правил в последней трети XVIII века до н. э.
Чтение клинописных знаков, передающих его имя, ненадёжно. Они могут читаться и как Илиман, и как Эльмаилум или Илимаилум.
Илиман, воспользовавшись ослаблением Вавилона, наступившим в результате нашествия касситов и восстания Рим-Сина II, отложился от Самсу-илуны и основал своё собственное царство. Царство Илимана, получившее название Страна Моря (Приморье), включало в себя крайний юг Вавилонии, земли к югу и к востоку от Лагуны, в том числе может быть и Лагаш.
Около 1722 года до н. э. Илиман одержал временную победу над войском Самсу-илуны и на некоторое время захватил Ниппур, где по его правлению датировали документы. Хотя Самсу-илуне и удалось в дальнейшем оттеснить Илимана обратно в болота низовий и даже овладеть Уром, но решительной победы он так и не одержал. Не имел успеха в войне с Илиманом и Абиешу, преемник Самсу-илуны. Скорее всего, успех в этой войне сопутствовал царю Страны Моря, находившемуся в союзе с эламитами.

## Список датировочных формул Илимана
|   |                                                                                       |
| 1 | Год, когда Илиман [стал] царём SAOC 44 12 mu i3-li2-ma-ilum lugal-e                   |
| 2 | Год, [после года] когда Илиман [стал] царём BE 6/2 68 mu gibil i3-li2-ma-ilum lugal-e |